# Llei de símbols de les Balears
La Llei de símbols de les Illes Balears va ser una llei aprovada únicament pel PP de José Ramón Bauzà Díaz, després d'haver rebutjat totes les esmenes i haver eliminat l'adjectiu prèvia per intentar adequar el text a la Constitució espanyola, permetent penjar un símbol només si hi havia autorització municipal. Els grups parlamentaris MÉS i Socialista varen demanar un dictamen al Consell Consultiu de les Illes Balears perquè es pronunciés respecte al projecte de llei. Amb 33 vots el PP va rebutjar la proposta.
La llei 9/2013, de 23 de desembre, va ser aprovada sense consens polític i social, i al marge de la comunitat educativa. L'article 2.3 de la Llei sobre l'ús dels símbols institucionals va establir que les banderes, els escuts i els altres símbols acordats per les corporacions locals podien estar permesos als edificis públics. Com a resposta a la prohibició de la senyera, els Municipis de les Illes Balears amb la senyera van establir la senyera com a símbol oficial.
El nou govern de les Illes Balears (2015) ha derogat la Llei de símbols amb els motius següents: es justifica en la inutilitat de la norma, el risc d'infracció constitucional i la manca de seguretat jurídica.